# Lignan
Lignanii sunt compuși polifenolici răspândiți la plante (metaboliți secundari vegetali). Lignanii se regăsesc în sursele vegetale bogate în fibre, incluzând semințele de in și susan, în secară, broccoli, etc. Cantitățile de lignani din aceste surse sunt de ordinul μg, în raport cu fiecare gram de produs uscat.

## Structură
Din punct de vedere chimic, lignanii sunt polifenoli a căror origine se regăsește în metabolismul fenilalaninei, fiind obținuți prin dimerizarea unor alcooli cinamici substituiți (vezi și acid cinamic) la un schelet de bază dibenzilbutanic (2). Compușii fenilpropanici sunt produși naturali care sunt generați pe unități de tipul C6-C3 (1) derivate de la unități de acid cinamic. Neolignanii (3) sunt formați prin legarea a două resturi propilbenzenice, dar nu la atomul de carbon β al catenei laterale.

## Legături externe
- en Lignan content in food Arhivat în 28 decembrie 2011, la Wayback Machine.